# Natasha Rosas
Natasha Sofía Rosas López (Cumaná, Venezuela, 21 de agosto de 1993) es una futbolista profesional venezolana que juega como mediocampista defensiva en el club brasileño Real Brasília Feminino y en la selección femenina de Venezuela.

## Trayectoria
Rosas es exjugadora de Deportivo Anzoátegui y Hermanos Páez.

## Selección nacional
Rosas representó a Venezuela en la Copa Mundial Femenina Sub-17 de la FIFA 2010. En la categoría absoluta, jugó un partido amistoso contra Colombia en 2017.